# Камаразавр
Камаразавр (лат. Camarasaurus) — род растительноядных динозавров из инфраотряда завропод подотряда завроподоморф. Это самый распространённый из тех гигантских завропод, чьи остатки были обнаружены в Северной Америке. Он был открыт в формации Моррисон, в штатах Колорадо и Юта, в отложениях верхнеюрской эпохи, с оксфордского по титонский ярусы. Обитал на нашей планете на отрезке времени между 163,5 и 112,0 млн лет назад.

## Этимология
Название рода образовано от двух слов: др.-греч. κᾰμάρα — «сводчатая комната» и σαῦρος — «ящер», и дано из-за особенности строения позвонков, в которых были идентифицированы пневматические камеры.

## Описание
Камаразавр — один из самых распространённых и хорошо сохранившихся завропод. Максимальный размер наиболее распространённого его вида, Camarasaurus lentus, составляет примерно 15 метров в длину. А максимальная зафиксированная длина самого крупного вида, Camarasaurus supremus, составляет 23 метра, в то время как максимальная оценочная масса — 47 тонн. Рост камаразавра составлял до восьми метров.
Сводчатый череп камаразавра имел достаточно необычную квадратную форму, а в его тупой морде было множество отверстий, несмотря на то, что он был крепким и благодаря усилиям палеонтологов[каким?] сохранился хорошо.
Необычно большие зубы ящера имели форму лопатки или долота и были равномерно распределены по всей челюсти. Считается, что челюстные мышцы камаразавра обладали очень большой силой сжатия, и ввиду заострённости концов своих зубов этот ящер мог питаться более жёсткой растительностью, чем диплодоциды (в частности, диплодок и апатозавр, зубы которых были слабее). Однако в некоторых источниках сообщается, что зубы его, вследствие того, что являлись более широкими, чем у других завропод, скорее всего, недостаточно хорошо измельчали пищу, в связи с чем камаразавру приходилось для улучшения пищеварения глотать камни, названные палеонтологами гастролитами.
На каждой передней конечности располагалось по пять пальцев, внутренний палец которых превратился в заострённый коготь. Как и у многих других завропод, передние конечности камаразавра были короче задних, но, тем не менее, он, скорее всего, не мог вставать на задние конечности или наклоняться вперёд: у него были высокие лопатки, а позвонки длинных отростков не имели. Плечи ящера располагались высоко, и это говорит о том, что у ящера была покатая спина.
С целью облегчения тяжести тела, уменьшения веса (что просматривается и у других завропод), в позвонках камаразавра имелись особые проходы и полости, представлявшие собой сложную систему внутренних камер, связанную со скелетной пневматизацией. Все эти полости были образованы пневматическими дивертикулами — небольшими воздушными мешками, соединённые с лёгким. Присутствие подобных воздушных мешков, как известно, характерно и для современных птиц. Но, как бы там ни было, до открытия камаразавра это явление было палеонтологам неизвестно, поэтому ящер и получил такое название. Ещё одной причиной послужила, вероятно, специфическая форма черепа камаразавра, который содержал множество пустот, камер.
Шея камаразавра и его хвост, выполнявший функцию противовеса, были достаточно коротки для завропода таких размеров. Опять же как и у многих других завропод, спинной мозг этого динозавра в районе бедра несколько увеличивался. Первоначально палеонтологи считали это место вторым мозгом динозавра, помощь которого была столь необходима для управления таким огромным телом. Но в действительности это скорее не мозг, а большой нерв, отвечающий за рефлекторную деятельность, поскольку такие увеличения были обнаружены в той или иной мере фактически у всех позвоночных животных.
Лучевые кости особей видов Camarasaurus lewisi и Camarasaurus grandis были значительно крепче, чем у родственного им завропода вененозавра.
Ещё одной интереснейшей особенностью этого динозавра были его ноздри. Они были огромных размеров и, по мнению американских палеонтологов, способствовали охлаждению головного мозга в жаркое время. И к тому же заканчивались они особой перегородкой. Всё это натолкнуло палеонтологов на мысль о наличии у этого ящера хобота наподобие слоновьего. Известно, что хобот состоит из мягких тканей, которые не окаменевают, и поэтому доказательство этой гипотезы представляется крайне сложным.

## История изучения
Впервые остатки камаразавра обнаружены в 1877 году палеонтологом Орамелем В. Лукасом. Это были позвонки, найденные учёным к штате Колорадо. В том же году у него их приобрёл знаменитый палеонтолог Эдвард Дринкер Коп, поскольку в тот период между последним и другим известным специалистом, Отниелом Чарлзом Маршем, велась крайне ожесточённая конкуренция, вошедшая в историю палеонтологии под названием «Костяные войны». И опять же в этом самом году Коп описал ящера, дав ему название «камерного ящера», или камаразавра, одной из причин, как упомянуто выше, стала та странная особенность в позвонках, которая была идентифицирована как наличие пневматизации в костях (позднее эта особенность была найдена и у другого динозавра — теропода аэростеона).
Впоследствии Маршу также удалось обнаружить окаменелость этого ящера, и он назвал его Morosaurus grandis. Но в большинстве своём современные специалисты склоняются к мнению, что эти остатки, найденные Маршем, принадлежат одному из видов камаразавра. Это был не единственный подобный конфликт между этими двумя охотниками за костями, самым знаменитым из прочих таковых можно назвать спор вокруг названий апатозавр и бронтозавр.
В 1925 году палеонтологу Чарльзу Гилмору удалось найти гораздо лучше сохранившийся скелет камаразавра. Возможно, основной причиной того, что скелет был в таком хорошем состоянии, является следующее: это были остатки юной, ещё не полностью выросшей особи, которые погрузились в землю прежде, чем мусорщики или условия окружающей среды могли рассеять или повредить этот скелет. К сожалению, некоторые палеонтологи приняли размер этой особи за реальный, точный размер камаразавра, и в результате многие выполненные позднее модели и реконструкции камаразавра оказались меньше, чем ящеры были на самом деле.

## Классификация
По данным сайта Fossilworks, на октябрь 2016 года в род включают 5 вымерших видов:
- Camarasaurus agilis Marsh, 1889 [syn. Camarosaurus agilis Marsh, 1889, orth. var., Morosaurus agilis Marsh, 1889]
- Camarasaurus grandis (Marsh, 1877) [syn. Apatosaurus grandis Marsh, 1877, Astrodon montanus Marsh, 1896, Camarasaurus impar (Marsh, 1878), Camarasaurus robustus Marsh, 1878, Camarosaurus grandis (Marsh, 1877), orth. var., Morosaurus grandis (Marsh, 1877), Morosaurus impar Marsh, 1878, Morosaurus robustus Marsh, 1878, Pleurocoelus montanus Marsh, 1896]
- Camarasaurus lentus (Marsh, 1889) [syn. Camarasaurus annae Ellinger, 1950, Morosaurus lentus Marsh, 1889, Uintasaurus douglassi Holland, 1919]
- Camarasaurus lewisi (Jensen, 1988) [syn. Cathetosaurus lewisi Jensen, 1988]
- Camarasaurus supremus Cope, 1877 [syn. Amphicoelias latus Cope, 1877, Camarasaurus leptodirus Cope, 1879, Camarasaurus superbus Cope, 1877, Camerasaurus supremus (Cope, 1877), orth. var., Caulodon diversidens Cope, 1877, Caulodon diversidense Cope, 1877, Caulodon leptoganus Cope, 1878]